# Get Together
Get Together – trzeci singel pochodzący z wydanej w 2005 roku płyty Madonny Confessions on a Dance Floor. Autorami piosenki są: Madonna, Stuart Price oraz Anders Bagge i Peer Åström, znani też jako Bagge & Peer.

## Lista utworów i formaty singla
2-ścieżkowy Promo CD-Singel
1. Get Together (Radio Edit) – 3:57
2. Get Together (Album Version) – 5:14

UK 2-ścieżkowy CD-Singel
1. Get Together (Radio Edit) – 3:57
2. Get Together (Jacques Lu Cont Vocal Edit) – 4:24

Niemiecki 3-ścieżkowy CD-Singel
1. Get Together (Radio Edit) – 3:55
2. Get Together (Jacques Lu Cont Mix) – 6:15
3. Get Together (Tiefschwarz Remix) – 7:35

UK 5-ścieżkowy CD-Maxi Singel
1. Get Together (Album Version) – 5:15
2. Get Together (Jacques Lu Cont Mix) – 6:18
3. Get Together (Danny Howells & Dick Trevor KinkyFunk Mix) – 9:13
4. Get Together (Tiefschwarz Remix) – 7:35
5. Get Together (James Holden Remix) – 8:00

Amerykański i Niemiecki 6-ścieżkowy CD-Maxi Singel
1. Get Together (Album Version) – 5:15
2. Get Together (Jacques Lu Cont Mix) – 6:18
3. Get Together (Danny Howells & Dick Trevor KinkyFunk Mix) – 9:13
4. Get Together (Tiefschwarz Remix) – 7:35
5. Get Together (James Holden Remix) – 8:00
6. I Love New York (Thin With Duke Mix) – 7:43

## Oficjalne wersje utworu
- Album Version - 5:30
- Unmixed Version - 5:16
- Radio Edit - 3:57
- Japanese Promotional Media Edit - 4:20
- Danny Howells & Dick Trevor KinkyFunk Mix - 9:13
- Danny Howells & Dick Trevor KinkyFunk Edit - 5:14
- Danny Howells & Dick Trevor KinkyFunk Disco Mix - 9:19
- Jacques Lu Cont Mix - 6:16
- Jacques Lu Cont Vocal Edit - 4:24
- James Holden Remix - 8:00
- James Holden Edit - 5:04
- Tiefschwarz Remix - 7:34
- Tiefschwarz Edit - 4:55
- Live - The Confessions Tour (tylko jako digital download)

## Teledysk
Teledysk został wyreżyserowany i zrealizowany przez grupę twórców ukrywających się pod pseudonimem Logan i zawiera przetworzone sceny z występu jaki Madonna dała w londyńskim KoKo Club połączone z animowanym tłem. Zmieniające się efekty animacyjne pokazują ewolucję świata: wybuchające wulkany, latające dinozaury, a na końcu panoramę miejską. Teledysk jest inspirowany pracami włoskiego rysownika komiksów erotycznych Milo Manary, a jego premiera nastąpiła 14 czerwca 2006 roku na stronie telewizji muzycznej VH1. Teledysk został zmontowany przy pomocy programu Final Cut Pro 2 firmy Apple. Fragment teledysku jest umieszczony w filmie promującym program.

## Sprzedaż
| Kraj              | Sprzedaż |
| ----------------- | -------- |
| Stany Zjednoczone | 121 000  |
| Wielka Brytania   | 50 000   |
| Włochy            | 10 000   |